# Calliopsis zora
Calliopsis zora är en biart som beskrevs av Shinn 1967. Calliopsis zora ingår i släktet Calliopsis och familjen grävbin. Inga underarter finns listade.